# Araneus venatrix
Araneus venatrix là một loài nhện trong họ Araneidae.
Loài này thuộc chi Araneus. Araneus venatrix được Carl Ludwig Koch miêu tả năm 1838.